# L'Eau à la bouche
Pour plus de détails, voir Fiche technique et Distribution.
L'Eau à la bouche est un film français réalisé par Jacques Doniol-Valcroze, sorti en 1960,.

## Synopsis
Un chassé-croisé amoureux entre trois couples durant un week-end dans un magnifique château néo-baroque. Le tout sur fond de la chanson L'Eau à la bouche de Serge Gainsbourg. 
Tout commence par le décès de la grand-mère fortunée de Miléna, Séraphine et Jean Paul (le frère de Séraphine). Miléna qui vit depuis quelques mois dans le château accueille ses cousins afin d'assister à l'ouverture du testament. Petit à petit, les couples vont se croiser, se recroiser, se faire et se défaire. 
Le premier couple est celui constitué par César le majordome (Michel Galabru) qui poursuit de ses avances Prudence la nouvelle bonne, qui lui résiste (Bernadette Laffont). Il la poursuit de ses assiduités notamment dans une scène très drôle dans les escaliers du château. Il finit par lui promettre le mariage puis la nuit venue il la rejoint dans sa chambre. 
Milena qui habite le château (Françoise Brion) a eu dans le passé une brève liaison avec le notaire Miguel. Elle reçoit sa cousine Séraphine (« Fifine ») et son amant Robert qui s'amuse à se faire passer pour son frère Jean-Paul. Robert est l'associé de Jean-Paul depuis cinq ans dans une agence de photographie de mode. Miguel annonce à l’ouverture du testament que les petits enfants deviennent propriétaire du château mais que les droits de succession risquent de conduire à sa vente.  
Fifine et Robert veulent vivre libres et se permettent des chassés-croisés amoureux. Miguel joue de l'orgue à minuit et séduit Fifine. Miléna joue du piano et séduit Robert qu'elle prend pour Jean-Paul avec la complicité de Fifine. Mais Prudence la bonne a subtilisé la carte de presse de Robert et elle dévoile le mensonge à Miléna par déception après avoir découvert Robert dans le lit de Miléna. Celle-ci quitte Robert. Après avoir passé la nuit avec Miguel qui promet de revenir dans l’après-midi, Fifine découvre que Robert est tombé amoureux de Miléna. Elle s'enfuit sur le toit du château et tout le monde se met à la chercher de peur qu'elle tente à nouveau de se suicider. Elle est retrouvée par la petite fille de la cuisinière et quand elle revient c'est pour embrasser son frère Jean-Paul qui vient d'arriver au volant de son Alfa-Roméo. Dans une dernière scène, Robert et Miléna s'avouent leur amour et partent ensemble sur la terrasse. Jean Paul et Fifine partent ensemble. Alors que la petite fille, César et Prudence repartent à leurs occupations. Dans un jeu où certains gagnent et d'autres perdent, Miguel reste seul.

## Fiche technique
- Réalisation : Jacques Doniol-Valcroze, assisté de Luc Andrieux
- Scénario : Jacques Doniol-Valcroze et Jean-José Richer
- Montage : Nadine Trintignant, alias Nadine Marquand
- Musique : Serge Gainsbourg
- Producteur : Pierre Braunberger
- Image : Roger Fellous
- Caméraman : Claude Zidi
- Son : Michel Fano
- Genre : comédie romantique
- Durée : 85 minutes
- Année : 1959
- Pays : France
- Date de sortie en salle en France : 20 janvier 1960
- Affiche : Gilbert Allard (France)

## Distribution
- Bernadette Lafont : Prudence, la bonne
- Françoise Brion : Miléna
- Alexandra Stewart : Séraphine, la cousine de Miléna
- Jacques Riberolles : Robert, le petit ami de Séraphine
- Gérard Barray : Miguel, le notaire
- Michel Galabru : César, le majordome
- Florence Loinod : Florence, la petite-fille de la cuisinière
- Paul Guers : Jean-Paul, le frère de Séraphine

## Production
Le film est entièrement tourné à Céret (Pyrénées-Orientales), essentiellement au château d'Aubiry, à l'exception d'une scène tournée à Perpignan.

## Bande Originale
La musique du film, qui inclut la chanson L'Eau à la bouche, composée et interprétée par Serge Gainsbourg, a été publiée par Philips (EP 432.492 BE)